# Alberto Jammaron
Alberto Jammaron (ur. 25 kwietnia 1915, zm. 4 listopada 2016.) – włoski biegacz narciarski, brązowy medalista mistrzostw świata.

## Kariera
W 1938 roku wystartował na mistrzostwach świata w Lahti zajmując 75. miejsce w biegu an 18 km techniką klasyczną. Rok później, podczas mistrzostw świata w Zakopanem osiągnął największy sukces w swojej karierze, wspólnie z Aristide Compagnonim, Severino Compagnonim i Goffredo Baurem zdobywając brązowy medal w sztafecie 4x10 km. Zdobył także brązowy medal na mistrzostwach w Cortina d'Ampezzo. Podczas spotkania we francuskim mieście Pau, FIS zadecydowała jednak, że wyniki z tych mistrzostw nie będą wliczane do klasyfikacji ogólnej, gdyż liczba zawodników była zbyt mała.
Nigdy nie startował na igrzyskach olimpijskich.

## Osiągnięcia

### Mistrzostwa świata
| Miejsce | Dzień     | Rok  | Miejscowość | Konkurencja          | Czas biegu | Strata | Zwycięzca       |
| ------- | --------- | ---- | ----------- | -------------------- | ---------- | ------ | --------------- |
| 75.     | 25 lutego | 1938 | Lahti       | 18 stylem klasycznym | 1:09:37    | +7:27  | Pauli Pitkänen  |
| 39.     | 15 lutego | 1939 | Zakopane    | 18 stylem klasycznym | 1:05:30    | +8:50  | Jussi Kurikkala |
| 3.      | 19 lutego | 1939 | Zakopane    | Sztafeta 4x10 km     | 2:08:35    | +5:03  | Finlandia       |